# Microsoft Windows
Microsoft Windows je zajednički naziv nekoliko vrsta vlasničkog operacijskog sustava tvrtke Microsoft. Kao odgovor na rastuće zanimanje korisnika za grafička korisnička sučelja Microsoft je 1985. prvi put uveo operacijski okoliš zvan Windows kao dodatak MS-DOS-u. Microsoft Windows je s vremenom počeo dominirati svjetskim tržištem osobnih računala (PC), preuzimajući pozicije od starijih OS-eva OS/2 i Mac OS. Na konferenciji IDC Directions održanoj 2004. godine potpredsjednik IDC-a Avneesh Saxena tvrdio je da Windows drži otprilike 90% klijentskog tržišta operacijskih sustava.
Za razliku od Microsoft Windowsa, računala koja koriste operacijski sustav Unix ili neki njemu sličan, često koriste grafički sustav X Window koji predstavlja slobodni softver.

## Povijest
Microsoft je prvo razvio MS-DOS i Windows je logični slijed za razvoj operacijskog sustava MSDOS dodavanjem grafičkog korisničkog sučelja nakon pojave Apple Macintosh 1984. na tržištu, koji je bio zasnovan na principima grafičkog korisničkog sučelja kao i korištenja miša kao jedan od glavnih korisničkih ulaznih jedinica.  Windows verzija 1.0 pojavila se 1985. godine, no nije bila široko rasprostranjena kao i verzija Windows 2.0 koja po performansama, izgledu i korisničkom osjećaju grafičkog sučelja daleko zaostajali iza Apple Macintosh, Atari ST, te Commodore Amiga računalima.  Tek od kada se pojavila Windows verzija 3.0 1990. godine, i NT 1993. godine možemo govoriti o širokoj rasprostranjenosti tog operativnog sustava.
Kronološki popis:
- DOS - jezgra (kernel)
  - 1985. Windows 1.0
  - 1987. Windows 2.0
  - 1990. Windows 3.0
  - 1992. Windows 3.1
  - 1992. Windows for Workgroups 3.1 
  - 1993. Windows for Workgroups 3.11
  - 1995. Windows 95
  - 1998. Windows 98
  - 1999. Windows 98 Second Edition
  - 2000. Windows Millennium Edition (Me)

- NT jezgra (kernel)
  - 1993. Windows NT 3.1
  - 1994. Windows NT 3.5
  - 1995. Windows NT 3.51
  - 1996. Windows NT 4.0
  - 2000. Windows 2000
  - 2001. Windows XP
  - 2007. Windows Vista
  - 2009. Windows 7
  - 2012. Windows 8
  - 2013. Windows 8.1
  - 2015. Windows 10
  - 2020. Windows 10X
  - 2021. Windows 11

## Poveznice
- Boot Camp